# Lijst van voetbalinterlands Albanië - Griekenland
Deze lijst van voetbalinterlands is een overzicht van alle officiële voetbalwedstrijden tussen de nationale teams van Albanië en Griekenland. De landen hebben tot op heden dertien keer tegen elkaar gespeeld. De eerste ontmoeting, een kwalificatiewedstrijd voor het Wereldkampioenschap voetbal 1986,werd gespeeld in Athene op 27 februari 1985. Het laatste duel, een kwalificatiewedstrijd voor het Wereldkampioenschap voetbal 2006, vond plaats op 30 maart 2005 in Piraeus.

## Wedstrijden
| №  | Plaats   | Datum            | Competitie           | Wedstrijd             | Uitslag |
| -- | -------- | ---------------- | -------------------- | --------------------- | ------- |
| 1  | Athene   | 27 februari 1985 | WK 1986 kwalificatie | Griekenland – Albanië | 2 – 0   |
| 2  | Tirana   | 30 oktober 1985  | WK 1986 kwalificatie | Albanië – Griekenland | 1 – 1   |
| 3  | Tirana   | 8 januari 1989   | Vriendschappelijk    | Albanië – Griekenland | 1 – 1   |
| 4  | Patras   | 5 september 1990 | Vriendschappelijk    | Griekenland – Albanië | 1 – 0   |
| 5  | Athene   | 4 september 1991 | Vriendschappelijk    | Griekenland – Albanië | 0 – 2   |
| 6  | Tirana   | 29 januari 1992  | Vriendschappelijk    | Albanië – Griekenland | 1 – 0   |
| 7  | Athene   | 14 augustus 1996 | Vriendschappelijk    | Griekenland – Albanië | 2 – 1   |
| 8  | Tirana   | 18 november 1998 | EK 2000 kwalificatie | Albanië – Griekenland | 0 – 0   |
| 9  | Athene   | 6 oktober 1999   | EK 2000 kwalificatie | Griekenland – Albanië | 2 – 0   |
| 10 | Tirana   | 11 oktober 2000  | WK 2002 kwalificatie | Albanië – Griekenland | 2 – 0   |
| 11 | Iraklion | 2 juni 2001      | WK 2002 kwalificatie | Griekenland – Albanië | 1 – 0   |
| 12 | Tirana   | 4 september 2004 | WK 2006 kwalificatie | Albanië – Griekenland | 2 – 1   |
| 13 | Piraeus  | 30 maart 2005    | WK 2006 kwalificatie | Griekenland – Albanië | 2 – 0   |

## Samenvatting
| Competitie        | Totaal gespeeld | Winst Albanië | Gelijk | Winst Griekenland | Doelsaldo Albanië – Griekenland |
| ----------------- | --------------- | ------------- | ------ | ----------------- | ------------------------------- |
| WK-kwalificatie   | 6               | 2             | 1      | 3                 | 3 − 4                           |
| EK-kwalificatie   | 2               | 0             | 1      | 1                 | 0 − 2                           |
| Vriendschappelijk | 5               | 2             | 1      | 2                 | 7 − 7                           |
| Totaal            | 13              | 4             | 3      | 6                 | 10 − 13                         |

Wedstrijden bepaald door strafschoppen worden, in lijn met de FIFA, als een gelijkspel gerekend.

## Details

### Vierde ontmoeting
| Vriendschappelijk (Patras, Griekenland, 5 september 1990): |       |         |
| Griekenland                                                | 1 – 0 | Albanië |
| Vassilis Dimitriadis 48'                                   | goals |         |